# Uraiújfalu
Uraiújfalu è un comune dell'Ungheria di 932 abitanti (dati 2001). È situato nella contea di Vas.